# The Sirian Experiments
The Sirian Experiments este un roman științifico-fantastic scris de câștigătoarea premiului Nobel pentru literatură, Doris Lessing. Este a treia carte din seria de cinci romane Canopus in Argos și continuă povestea evoluției Pământului, care a fost manipulat de la început de către civilizații extraterestre avansate. Acest roman a fost nominalizat pentru Premiul Booker în 1981.